# Oxymerus
Oxymerus is een kevergeslacht uit de familie van de boktorren (Cerambycidae). De wetenschappelijke naam van het geslacht werd voor het eerst geldig gepubliceerd in 1834 door Dupont in Audinet-Serville.

## Soorten
Oxymerus omvat de volgende soorten:
- Oxymerus aculeatus Dupont, 1838
- Oxymerus basalis (Dalman, 1823)
- Oxymerus bruchi Gounelle, 1913
- Oxymerus chevrolatii Dupont, 1838
- Oxymerus lineatus Dupont, 1838
- Oxymerus luteus (Voet, 1778)
- Oxymerus pallidus Dupont, 1838
- Oxymerus punctatus Gounelle, 1911
- Oxymerus vianai Hüdepohl, 1979
- Oxymerus virgatus Gounelle, 1913